# Canal San Bovo
Canal San Bovo é uma comuna italiana da região do Trentino-Alto Ádige, província de Trento, com cerca de 1.653 habitantes. Estende-se por uma área de 125 km², tendo uma densidade populacional de 13 hab/km². Faz divisa com Predazzo, Ziano di Fiemme, Siror, Siror, Pieve Tesino, Mezzano, Castello Tesino, Imer, Cinte Tesino, Sovramonte (BL) e Lamon (BL).